# AS Onze Créateurs de Niaréla
L'AS Onze Créateurs de Niaréla és un club de futbol malià de la ciutat de Bamako.

## Palmarès
- Copa maliana de futbol:[1]
  - 2014, 2016
- Supercopa maliana de futbol:
  - 2016